# Conceição do Buraco
Conceição do Buraco era uma pequena vila situada na região do médio Jaguaribe, hoje submersa nas águas do Açude Orós, construído nos anos de 1959 e 1960, no município de Orós, no estado brasileiro do Ceará.
Era assim chamada devido a uma imagem de Nossa Senhora da Conceição, que foi encontrada pelos moradores do referido lugar.
Após a inundação, as famílias que habitavam a vila dividiram-se e acabaram povoando e fundando a cidade de Orós e seus distritos, Guassussê, Palestina, Igaroi e Santarém. O município de Orós é originário inteiramente de Conceição do Buraco.